# 16 avril 1919
Le mercredi 16 avril 1919 est le 106e jour de l'année 1919.

## Naissances
- George Pero (mort le 23 mars 1988), joueur de tennis américain
- Herbert Bauer (mort le 24 mars 1997), aviateur allemand de la Seconde Guerre mondiale
- Jacques Vausseur (mort le 12 juin 1974), réalisateur français
- Merce Cunningham (mort le 26 juillet 2009), danseur et chorégraphe américain
- Nilla Pizzi (morte le 12 mars 2011), chanteuse italienne
- Pedro Ramírez Vázquez (mort le 16 avril 2013), architecte mexicain

## Décès
- Anders Nicolai Kiær (né le 15 septembre 1838), statisticien norvégien
- Fèlix Urgellès i de Tovar (né le 1 janvier 1845), peintre et scénographe catalan
- Guillaume Livet (né le 24 janvier 1856), dramaturge, journaliste, médecin et romancier français
- Iivo Ahava (né le 19 février 1896), militaire finlandais
- Paul Mansion (né le 3 juin 1844), mathématicien belge
- Robert Sanderson McCormick (né le 26 juillet 1849), diplomate américain

## Événements
- Les troupes roumaines interviennent en Hongrie jusqu’à la Tisza (Guerre hungaro-roumaine de 1919).
- Dernier match du Imperial Trophy